# 인데르 쿠마르 구지랄
인데르 쿠마르 구지랄(Inder Kumar Gujral, 힌디어: इन्द्र कुमार गुजराल, 1919년 12월 4일 ~ 2012년 11월 30일)은 인도의 정치인이다. 1997년 4월 21일부터 1998년 3월 19일까지 제12대 인도의 총리로 재직했다.

## 생애
1919년 12월 4일 영국령 인도 제국 펀자브 젤룸(현재 파키스탄 펀자브 주)에서 태어났다. D.A.V 칼리지, 헤일리 상경대학, 포먼 크리스천 칼리지 등에서 공부하였다. 또, 인도 독립운동에 참여하였고, 1942년 인도철수운동(Quit India Movement)에 참여하다 수감되었다. 학생 때는 인도 공산당(Communist Party of India, CPI)의 당원이었다. 1945년 5월 26일 실라 구지랄(Shiela Gujral)과 결혼해 슬하에 2명의 아들을 두었다.

## 활동
1958년 뉴델리 시의회 부의장이 되었으며, 인도 국민회의(Indian National Congress, INC)에 들어가 1964년 4월 라자 사바(상원 의원)가 되었다. 1975년 6월 인도에서 비상사태가 선포되었을 때, 정보방송부 장관을 맡아 언론 검열과, 국영 방송인 두르다샨(Doordarshan)을 담당했다. 또 다시 라자 사바가 되어 1976년까지 재직했다. 그 후, 소련 주재 대사로 임명되어 모라르지 데사이, 차란 싱 내각 동안 계속 재임했다.

### 자나타달
인도 국민회의(INC)에서 나온 뒤 자나타달(Janata Dal)에 참여했다. 1989년 선거에서 펀자브 주 잘란다그 선거구에서 로크 사바(하원 의원)으로 선출되었다. 같은 해 12월 비슈와나트 프라탑 싱 내각에서 외무부 장관에 임명되어 이듬해 11월까지 재임하였다. 1992년 선거에서 라자 사바에 선출되었다. H.D. 데베 고다 내각에서도 또 외무부 장관에 임명되고, 인도 주변국과 친선 관계를 강조하는 '구지랄 독트린 (Gujral Doctrine)'를 발표하였다.

#### 구지랄 독트린
구지랄 독트린(Gujral Doctrine)은 5가지의 원칙을 기초로 하였다. 구지랄 독트린의 내용은 다음과 같다.
- 첫째, 인도는 방글라데시·부탄·몰디브·네팔·스리랑카 등의 이웃 나라에 호혜주의를 요구하지 않고 선의와 신뢰를 바탕으로 줄 수 있는 모든 것을 제공한다.
- 둘째, 남아시아의 어떤 나라도 다른 나라의 이익을 침해하여서는 안 된다.
- 셋째, 다른 나라의 내정에 간섭하지 않는다.
- 넷째, 남아시아의 모든 나라는 서로의 영토와 주권을 존중하여야 한다.
- 다섯째, 평화로운 협상을 통하여 분쟁을 해결하여야 한다. 이후 인도 정부는 이러한 선린외교 정신을 바탕으로 하여 스리랑카·네팔·부탄 등과 FTA(자유무역협정)를 체결하였다.

### 제12대총리
1997년 4월 21일 제12대 총리로 임명되었다. 국민회의당이 연정에 참여하고 있는 드라비다진보전선(Dravida Munnetra Kazhagam, DMK)이 1991년 라지브 간디 전 총리의 암살 사건을 배후에서 지원했다는 의혹을 제기하고 진상조사에 나설 것을 요구했으나 인데르 쿠마르 구지랄 총리는 이를 거부하여 연정은 붕괴됐다. 그리고 1998년 3월 19일 퇴임하였다. 1998년 다시 로크 사바에 당선되었지만, 1999년 의회가 해산되자 정계에서 은퇴하였다.

## 죽음
2012년 11월 30일 폐감염으로 사망하였다.

## 역대 선거 결과
| 선거명      | 직책명                     | 대수 | 정당     | 득표율 | 득표수    | 결과 | 당락                   |
| ----------- | -------------------------- | ---- | -------- | ------ | --------- | ---- | ---------------------- |
| 1998년 선거 | 하원의원 (잘란다르 선거구) | 12대 | 자나타달 | 0%     | 380,785표 | 1위  | 잘란다르 하원의원 당선 |